# Raphaël Enthoven

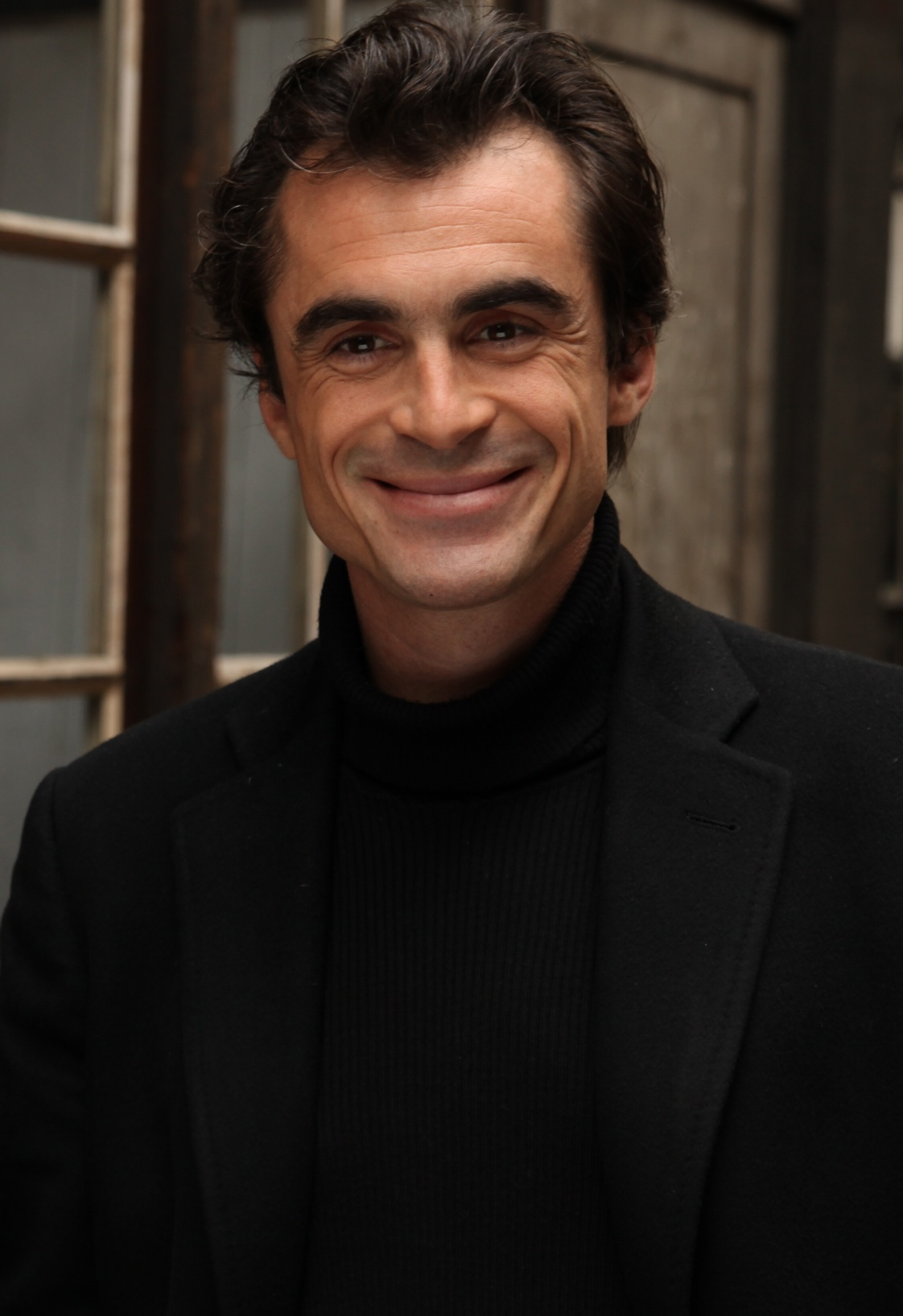
Raphaël Enthoven

Raphaël Enthoven (Parijs, 9 november 1975) is een Frans filosoof, docent en mediapersoonlijkheid.

## Biografie
Raphaël Enthoven is de zoon van journalist Catherine David en uitgever Jean-Paul Enthoven. Enthoven studeerde filosofie aan de École normale supérieure. Daarna doceerde hij aan de Université Jean Moulin-Lyon III (2 jaar), de Université Paris VII-Jussieu, de Université populaire de Caen (2002-2003), Sciences Po (2000-2003, 2005-2007), de École polytechnique (2007-2010) en de École Jeannine Manuel (2013-heden).
Rond 2003 werd hij coproducent van het radioprogramma Les vendredis de la philosophie voor France Culture. Sinds oktober 2008 produceert hij de voorstelling Filosofie op Arte.
Enthoven was gehuwd met Justine Lévy (1996 tot 2001, dochter van de filosoof Bernard-Henri Lévy) en heeft vier zonen bij verschillende vrouwen waaronder Carla Bruni (2001-2007) waarbij hij één zoon kreeg in 2001, Chloé Lambert (2007-2012), waarmee hij in 2008 een zoon kreeg en Maud Fontenoy (2013-?) waarmee hij in 2014 een zoon kreeg.  

## Publicaties (selectie)
Hij heeft meerdere publicaties. 
- Un jeu d'enfant (2007)
- Le Dictionnaire amoureux de Marcel Proust (2013), samen met zijn vader Jean-Paul Enthoven.
- Le temps gagné (2020)